# Luna 9-haugen
Luna 9-haugen är en kulle i Antarktis. Den ligger i Östantarktis. Norge gör anspråk på området. Toppen på Luna 9-haugen är 1 860 meter över havet.
Terrängen runt Luna 9-haugen är varierad. Trakten är obefolkad. Det finns inga samhällen i närheten. 